# Раєць-Шляхецький
Раєць-Шляхецький (пол. Rajec Szlachecki) — село в Польщі, у гміні Єдльня-Летнісько Радомського повіту Мазовецького воєводства.
Населення — 945 осіб (2011).

## Демографія
Демографічна структура станом на 31 березня 2011 року:
|          | Загалом | Допрацездатний вік | Працездатний вік | Постпрацездатний вік |
| -------- | ------- | ------------------ | ---------------- | -------------------- |
| Чоловіки | 482     | 109                | 338              | 35                   |
| Жінки    | 463     | 109                | 283              | 71                   |
| Разом    | 945     | 218                | 621              | 106                  |